# Еміліо Бейо
Еміліо Бельо Кодесідо (ісп. Emilio Bello Codesido; 13 липня 1868, Сантьяго, Чилі — 3 березня 1963, там же) — чилійський державний діяч, міністр закордонних справ Чилі (1900, 1904, 1923 і 1925), президент урядів.

## Біографія
Онук Андреса Бельо.
Був одружений з Елізою Бальмаседом де Торо, донькою президента Республіки Хосе Мануеля Бальмаседи. Навчався у Національному інституті Сантьяго, 1889 року закінчив юридичний факультет Чилійського університету.
У віці 16 років він вступив на державну службу до військового та військово-морського міністерства. У 1891 р. він пішов у відставку з посади заступника міністра у зв'язку з Громадянською війною в Чилі (1891). У 1890 р. він був призначений членом та секретарем комісії, відповідальним за підготовку проекту Морського кримінального кодексу.
З 1893 р. працював на посаді генерального секретаря та президента Ліберально-демократичної партії.
квітень-листопад 1898 р. — міністр промисловості та громадських робіт, жовтень-листопад 1900 р. — міністр юстиції та народної освіти,
1900, 1904, 1923 та 1924 гг. — закордонних справ, культу та колонізації Чилі,
1901—1902 гг. — повноважний міністр (посол) у Мексиці та Центральноамериканських республіках,
1904—1905 і 1924 р.р. — міністр внутрішніх справ,
1925 р. — після усунення Луїса Альтамірано був президентом урядової хунти,
1925—1926 гг. — делегат у Лізі Націй, потім був послом у Чилі у Болівії та Мексиці,
1933—1938 гг. — Міністр національної оборони.
З 1894 по 1906 р. — Депутат парламенту, в 1903—1904 рр.. — Голова Палати депутатів.
Державний радник (1909—1912), голова Ради місцевого самоврядування та Другої комісії муніципалітетів Вальпараїсов (1919).
Президент гірничодобувної компанії Марія Франциска де Уануні (1923).
Активно публікувався в газетах та журналах, був автором книг з міжнародного права, міжнародної політики та інших предметів.
Був академіком Королівської академії моральних та політичних наук.